# Expresso Gardenia
A Expresso Gardênia é uma empresa voltada ao transporte de passageiros nos estados de Minas Gerais e São Paulo fundada em 1964. Sua sede encontra-se no bairro São Francisco na cidade de Belo Horizonte-MG.[carece de fontes?]
É uma das mais usadas viações para viagens rumo ao Estado de Minas Gerais, presente em mais de 150 cidades, transportando aproximadamente 6 milhões de pessoas por ano.
A Expresso Gardenia está sempre investindo no treinamento de seus colaboradores, assegurando a confiabilidade de seus serviços.
Durante a pandemia do Covid-19, a empresa publicou em suas redes sociais as medidas de higienização realizadas periodicamente para segurança dos passageiros e colaboradores.
Em 2020 a empresa divulgou o embarque express, um novo método facilitado para comprar passagens online, evitando filas e papéis. O embarque express é um exemplo do comprometimento com a sustentabilidade empresarial da Expresso Gardenia.

## As principais cidades atendidas pela empresa

### São Paulo
- São Paulo
- Campinas
- Jundiaí
- Americana
- Ribeirão Preto
- Mogi Mirim
- Itapira
- Bragança Paulista
- Pindamonhangaba
- São Bento do Sapucaí

### Minas Gerais
- Belo Horizonte
- Campo do Meio
- Cássia
- Cristina
- Carmo de Minas
- Jacutinga
- Pouso Alegre
- Poços de Caldas
- Três Pontas
- Itajubá
- Três Corações
- Maria da Fé
- Nepomuceno
- São Lourenço
- Varginha
- Alfenas
- Boa Esperança
- Passos
- Perdões
- Pedralva
- Santa Rita do Sapucaí
- Lavras
- Ouro Fino
- Bom Sucesso
- Barbacena
- São Sebastião do Paraíso
- São Sebastião da Bela Vista
- São Gonçalo do Sapucaí